# 矮葶苈
矮葶苈（学名：Draba handelii）为十字花科葶苈属下的一个种。

## 扩展阅读
- 維基物種上的相關：矮葶苈